# Kuciuny
Kuciuny (lit. Kučiūnai) − wieś na Litwie, zamieszkana przez 274 ludzi, w rejonie łoździejskim, 13 km od Łoździejów.